# 73491 Робметсон
73491 Робметсон (73491 Robmatson) — астероїд головного поясу, відкритий 8 серпня 2002 року.
Тіссеранів параметр щодо Юпітера — 3,338.